# شهدخوار برنزه
شهدخوار برنزه (نام علمی: Nectarinia kilimensis) نام یک گونه از تیره شهدخواران است.